# 梵净山自然保护区
27°49′N 108°45′E / 27.817°N 108.750°E
梵净山自然保护区是中國貴州省的一座国家级自然保护区，位于印江、松桃县、江口的交界地带，于1978年建立，面积约为41900公顷。保护区内有珍金丝猴、娃娃鱼等生物，是同纬度上动植物资源最为丰富的自然保护区。